# Varmo
Varmo (friuli nyelven Vildivar) település Olaszországban, Friuli-Venezia Giulia régióban, Udine megyében. Lakosainak száma 2641 fő (2023. január 1.). Varmo Camino al Tagliamento, Codroipo, Rivignano Teor, Ronchis, San Michele al Tagliamento, Bertiolo és Morsano al Tagliamento községekkel határos.

## Népesség
A település népességének változása:
| Lakosok száma | 2782 | 2725 | 2641 |
|               | 2017 | 2018 | 2023 |